# 남쪽으로 간다
"남쪽으로 간다"(Going South)는 한국에서 제작된 이송희일 감독의 2012년 드라마, 멜로/로맨스 영화이다. 김서준 등이 주연으로 출연하였다.

## 출연

### 주연
- 김서준
- 전신환

## 기타
- 프로듀서: 김일권
- 조감독: 황지영